# علم اجتماع الدين
يهتم علم اجتماع الدين بدور الدين في المجتمع.
تاريخ الأديان علم جديد لا يزيد عمره على مائة عام وقد سمى بعلم تاريخ الأديان لانه من قبل كان محتكرا من قبل الكنيسة التي عندما درست الأديان الأخرى لم تكن تتصف بالموضوعية عندما حكمت على الأديان الأخرى بأنها مقدمة في سلم التطور حتى نصل إلى الدين المسيحي أي ان الأديان الأخرى غير المسيحية هي مجرد بداية وأن المسيحية هي نهاية المطاف

## الأسباب التي أدت إلى دراسة الأديان
عندما دخلت أوروبا عصر التنوير في القرن الثامن عشر وعمت العقلانية جميع الأوساط شن العلماء الطبيعيون حربا ضد الكنيسة وأدرك العلماء في ذلك العصر ان المنهج الذي يطبقه العلماء الطبيعيون يمكن تطبيقه على العلوم الإنسانية وقد ساعد على ذلك ان العلوم الطبيعية قد بدأت تتقدم بسرعة مذهلة وأجتاحت الثورة الصناعية أوروبا ونشأت الحركات الأستعمارية لتغذية الصناعة بالمواد الخام ومع الأستعمار أنتقل الكثير من الأوربيين للعيش في أفريقيا وأسيا وتعايشوا مع أناس غير مسيحيين بل ودرسوا تاريخ إيران والشرق الأقصى بدياناته المتعددة والحضارة المصرية القديمة وقد قاموا بمقارنة ما وصلوا أليه من علم بما جاء بالتوراة فوجدوا أختلافا كثيرا أدى إلى ظهور النقد اللاذع للتوراة بل والكتاب المقدس ككل فتدخلت الكنيسة لتوقف هذا النقد اللاذع ولتخرج من الحرج التي وقعت فيه فقام كثير من أتباعها من العلماء بتبنى نظرية دارون في التطور وطبقوها على الأديان بمقولة أن المظاهر الدينية التي يتمتع بها الهمج أو المسلمون أو غيرهم تعتبر بداية سابقة للتطور الدينى المسيحي الأوربى غير أن هؤلاء المفكرين من أتباع الكنيسة أغفلوا عن حقيقة مهمة وهي أن نظرية التطور على الرغم مما وجه إليها من النقد مجالها علم البيولوجيا وليس مجالها الدين هذا من ناحية ومن ناحية أخرى فإن القول بأن الدين ظاهرة تخضع للتطور وأن الأديان الأخرى غير المسيحية حلقة في سلم التطور أمر يناقض العقل فلماذا تطور الأوربيون إلى المسيحية ولم يتطور غيرهم أليها على الرغم من التعاصر الزمنى بين الفريقين؟

## علاقة العلوم الاجتماعية بدراسة الدين
1. علم النفس والدين :- ذهب البعض من علماء النفس إلى القول بأن الدين حالة نفسية وأدعوا ان المنهج التاريخي ليس كاملا ولابد من اكماله بالأبحاث النفسية غير ان هؤلاء العلماء وقعوا في خطأ كبير عندما ساووا بين الدين والحالات النفسية لأن التحليلات النفسية لن تعطينا بأى حال جوهر الدين وحقيقته
2. علم الأجتماع والدين :- ذهب البعض من علماء الأجتماع إلى القول بأن الدين هو ظاهرة أجتماعية في المقام الأول فالمجتمع من وجهة نظرهم عندما يتعرض لبعض الأزمات فإنه يحاول جاهدا الخروج منها ويبتكر لذلك الكثير من الحلول وعندما تنجح طريقة معينة للخروج من الأزمة فإن المجتمع يقدس هذه الطريقة وتقدسها الأجيال المتعاقبة بعد ذلك.
3. الفلسفة والدين :- معظم الفلسفات العقلانية تقف دائما ضد الدين بسبب تعارضه مع العقل وقد كشف هذا الاختلال علماء ومفكرون كثر في الغرب والشرق إلا أن الدول العربية دائما كانت متعصبة لقبول تلك الأفكار الجديدة.
4. الفينومينولوجيا والدين :- الفينومينولوجيا هو علم الظاهرات حيث يقوم بتحليل وصفيّ للذات الدينيّة وللموضوع الدينيّ الذي يقابلها، أي للقصد الدينيّ وللمقصود الدينيّ كما يقوم بتحليل وصفيّ للنظم الدينيّة بجميع مقوّماتها العقائديّة والعباديّة والأخلاقيّة والمؤسّسيّة وقد ذهب أتباع هذا العلم إلى ضرورة الأخذ في الأعتبار بما قاله السابقون من علماء النفس والأجتماع والمؤرخون غير أنهم قالوا بأن المنهج الذي أتبعه هؤلاء كان منهجا خاطئا ولابد من أتباع منهج جديد يقوم على عدة مبادئ هي:-

- - يجب الأحاطة بجميع الظواهر وعدم ترك أي جانب منها
  - يجب أن نجرد أنفسنا من الأفتراضات الدينية والفلسفية التي نؤمن بها
  - يجب على الباحث ان يتعاطف مع المواد المدروسة والأستعداد للتأثر بها فهي ليست مواد ميتة بل هي حية تؤثر وتتأثر بالباحث وبقدر تجاوبها مع الباحث تكشف عن نفسها
  - لابد من تصنيف الظواهر الدينية وترتيبها للخروج بنتائج تكون منطقية ومقبولة عقلا
  - لا حكم لعالم الأديان على الأديان أو الظواهر لأن غاية العلم ليست تحكيمية بل تفهمية

وقد قام الكثير من الكهنة ورجال الدين والفقهاء بالتعليق على هذا المنهج بقولهم أن الفينومينولوجيا تحتاج إلى ما أسموه ما وراء الدين أي ضرورة الأيمان بالغيبيات فالدين هو فطرة الله التي فطر عليها الناس جميعا وهو عام لدى الناس ولا يتطور ولا يرقى بل موجود على نفس المستوى لدى البشر

## الأسس المنهجية للفينومينولوجيا
1. يجب على الباحث تعطيل الافتراضات التي يأتي بها إلى مواد بحثه كالأفتراضات الدينية والقيمية والاخلاقية والتي تشكل ثقافة الباحث ودينه وحضارته وهذه الافتراضات لابد ان ينحيها الباحث جانبا حتى لا تفرض نفسها على المواد التي تحت بحثه حتى يعطى المجال للظواهر والحقائق بأن تحدثه عن نفسها وتفصح له عن جوهرها
2. لابد للباحث ان يتعاطف مع المواد التي يدرسها فإذا كان هناك شخص ما يعتنق دين معين ويدرس دين يكرهه فهذه الكراهية لابد ان تؤثر على تفهمه لذلك الدين وبالتالى على نتائج بحثه فالمظاهر الدينية لا يمكن دراستها كالأشياء الجامدة بالعقل بل يضاف لذلك ما يعبر عنه القلب فالباحث إذا لم يتأثر مع القيمة المجسمة في الطقوس الدينية فهو بالطبع لم يدركها
3. تجميع المواد وتصنيفها حسب مقولات نابعة منها فقد يتعاطف الباحث مع القيمة وينحى افتراضاته جانبا ولكن يرتب القيم ترتيبا يتناقض مع معطياتها فذلك يهلك قيمة هذه المواد فهذه المواد مع بعضها تعطى معنى كلى لا يمكن التوصل اليه الا بترتيب المواد حسب مقولات نابعة منها
4. التعرف على الماهية وهو امر حدس يصل اليه الباحث عندما يتم البناء الكامل للظواهر التي عندما يتم بناؤها العضوى وتتشابك العناصر المكونة لهذا الدين عندئذ يمكن للباحث يأمعان النظر في هذه العناصر ان يصل إلى جوهر الدين وماهيته

مما سبق ونتيجة لهذا المنهج الفينومينولوجى نجد ان كل دين يؤلف هيكلا قائما بذاته وذلك يدل على ان كل دين مرجعا لنفسه وبذلك نكون قد وصلنا إلى حالة من النسبية المطلقة في دراسة الأديان وأن المقارنة بين الأديان تكون مستحيلة.